# Janira denticulata
Janira denticulata är en kräftdjursart som beskrevs av Paul Gourret 1891. Janira denticulata ingår i släktet Janira och familjen Janiridae. Inga underarter finns listade i Catalogue of Life.